# Edmund Ferdynand Radziwiłł
Edmund Ferdynand Michał Józef Labre Stanisław Alojzy Radziwiłł książę herbu Trąby (ur. 24 września 1906 w Berlinie, zm. 25 sierpnia 1971 w Londynie) – syn księcia Janusza Franciszka i Anny księżniczki Lubomirskiej, brat księcia Stanisława Albrechta, mąż księżniczki Izabeli Róży z nieświeskiej linii Radziwiłłów, ojciec księcia Ferdynanda „Ferdusia” i księżniczki Krystyny Janowej Milewskiej, rotmistrz Wojska Polskiego II Rzeczypospolitej.

## Życiorys
Od 1923 roku uczył się w Państwowym Gimnazjum w Pszczynie, gdzie mieszkał razem z braćmi: Stanisławem i Ferdynandem w prywatnym internacie dla synów arystokracji polskiej, prowadzonym przez preceptora Wacława Iwanowskiego. Po egzaminie maturalnym zdanym w Pszczynie w 1926 roku, studiował w latach 1926–1930 prawo na wydziale prawno-historycznym w Oxfordzie. Od 16 sierpnia 1931 roku do 30 czerwca 1932 roku był podchorążym w Szkole Podchorążych Rezerwy Kawalerii w Grudziądzu. Po ukończeniu szkoły odbył dwumiesięczne ćwiczenia praktyczne w 1 pułku szwoleżerów Józefa Piłsudskiego w Warszawie. W 1934 roku został mianowany podporucznikiem w korpusie oficerów rezerwy kawalerii, a w 1939 roku przeniesiono go do 2 pułku strzelców konnych w Hrubieszowie.   
Ziemianin, działacz gospodarczy i społeczny. Od 1936 do 1939 roku był wójtem  gminy Ołyka, a ojciec wyznaczył go na dziedzica ordynacji ołyckiej. W czasie wojny wywieziony przez NKWD do Kozielska. Uwolniony na skutek interwencji włoskiego dworu królewskie go. Wraz z rodziną wyjechał do Generalnego Gubernatorstwa i zarządzał majątkiem ziemskim w Nieborowie. W latach 1940–1944 był oficerem Związku Walki Zbrojnej, a następnie Armii Krajowej. Wraz z żoną Izabelą działał w organizacji konspiracyjnej ziemian „Uprawa”, pomagając ofiarom wojny. Używał pseudonimu „Kazimierz”. Za udział w walce podczas II wojny światowej został odznaczony Krzyżem Walecznych, Medalem Wojska i Krzyżem Armii Krajowej.
21 stycznia 1945 został aresztowany z rodziną przez NKWD. Przetrzymywany był do września 1947 w więzieniu w Krasnogorsku pod Moskwą. 12 października 1947 wrócił do Warszawy, ale jeszcze przez trzy tygodnie był przetrzymywany przez Urząd Bezpieczeństwa Publicznego. Po uwolnieniu zamieszkał z żoną Izabelą w Warszawie. Zmarł po nieudanej operacji w Londynie. Pochowany w rodzinnym grobowcu na cmentarzu w Wilanowie.